# Stryker
Stryker je družina osemkolesnih vsepogonskih oklepnih bojnih vozil, ki jih proizvaja General Dynamics Combat Systems. Trenutni edini uporabnik je Kopenska vojska ZDA. Družina je zasnova na kandskem lahkooklepnem vozilu LAV III, ki pa je bilo zasnovano na podlagi švicarske Mowag Piranha. 
To je hkrati tudi prvo vozilo Kopenske vojske ZDA, ki je bilo uvedeno od uvedbe M2 Bradleyja v 80. letih 20. stoletja.  
Družina je bila poimenovana po dveh ameriških vojakih, ki sta posmrtno prejela medaljo časti: Stuart S. Stryker (druga svetovna vojna) in Robert F. Stryker (vietnamska vojna).
Stryker je bil uveden v času generala Erica Shinsekija, takratnega načelnika Generalštaba Kopenske vojske ZDA. Vozilo se uporablja v sestavi Stryker brigadnih bojnih skupin, ki so bile ustanovljene v sklopu Doktrine brigadnih bojnih skupin, ki povezuje vozila z vojaško mrežo C4I.

## Zasnova
Pnevmatski ali hidravlični sistemi so prisotni skoraj pri vseh mehaničnih lastnostih vozila; tako npr. pnevmatični sistem omogoča prehod med pogonoma 8x4 in 8x8.
Vozilo je zasnovano na modularni ravni, kar pomeni, da imajo vsa vozila družine skupni motor, prestave, hidravlični sistem, kolesa, pnevmatike, osi,... Edini izjemi sta M1130 Command Vehicle in M1133 Medical Evacuation Vehicle, ki imata dodano sistem uravnavanja notranje zračne klime. Medicinsko vozilo ima vgrajen tudi močnejši generator.

### Powerpackin mehanične lastnosti
Stryker uporablja motor, ki ga izdeluje Caterpillar, ki je že bil v uporabi v srednjetežkih tovornjakih KOV ZDA, s čimer so odpravili novo specialistično usposabljanje za mehanike in zmanjšali logistične potrebe zaradi uporabe istih delov. 
Poleg tega so načrtovalci, z željo olajšati vzdrževanje vozila, opremili večino kablov, cevi in mehanskih sistemov s hitro-odstranjevalnimi mehanizmi. Motor in menjalnik sta lahko odstranjena in ponovno vgrajena v manj kot eni uri, tako da lahko opravijo popravila motorja izven vozila in s tem prihranijo veliko časa.

### Poveljstvo, kontrola in merjenje
Obsežna računalniška oprema omogoča posadki, da prepoznava prijateljska in sovražna vozila na bojišču in na ta način zmanjšajo tveganje za prijateljski ogenj.
Dnevno-nočna termalno-opazovalna kamera omogoča poveljniku vozila, da vidi, kar vidi voznik. Vojaki lahko uporabljajo računalniške trenažne module znotraj vozila, da vadijo.
Voznik in strelec imata periskope, s katerimi lahko opazujeta okolico vozila, ne da bi se morala izpostaviti nevarnosti. Strelec ima skoraj popolno (360-stopinjsko) pregledno polje, medtem ko ima voznik malo nad 90 stopinj. 
General Dynamics Land Systems trenutno razvija novo računalniško opremo.

### Zaščita
Oklep je lažji in močnejši kot pri MOWAGu, ki lahko zaustavi 14,5 mm oklepnoprebojne mitralješke krogle in fragmente 152 mm artilerijske granate.
Avtomatski protipožarni sistem ima senzorje v motorju in delu za posadko, ki lahko samostojno aktivirajo eno ali več požarnih steklenic; le-te lahko aktivira tudi voznik.
Kletkin oklep (v obliki rešetk) je namenjen predhodnemu aktiviranju visokoeksplozivnih protioklepnih izstrelkov, tako da le-ti eksplodirajo nad oklepom Ta sistem je cenejši in lažji kot reaktivni oklep.
Rezervoarji za gorivo so nameščeni zunaj in oblikovani tako, da v primeru eksplozije, usmerijo moč eksplozije stran od oklepa.
RKBO Sistem skrbi za neprodušno zaprt prostor za posadko in pozitivni tlak.

### Gibljivost
Vozilo lahko spremeni pritisk v vseh osmih pnevmatih in se tako prilagodi terenu; obstajajo možnosti: cesta, težavni teren, blato/pesek/sneg in nevarnost. Sistem sam opozori voznika, če je vozilo preseglo priporočeno hitrost za pnevmatski pritisk, nato pa avtomatično napolni pnevmatike do naslednje stopnje. Prav tako lahko sistem opozori voznika, če je pnevmatika prazna, kljub temu, da ima Stryker pnevmatike podaljšane mobilnosti, s katerimi lahko vozilo vozi več kilometrov, predno se pnevmatika popolnoma uniči.
V nasprotju z ostalimi modernimi vozili svoje vrste Stryker ni amfibijsko vozilo, ampak lahko zaradi neprepustno zaprtih odprtin varno prečka vodno oviro, dokler globina vode ne presega višine koles.

## Operativna zgodovina
Prve Stryker brigadne bojne skupine so prispele v Irak oktobra 2003. 3. brigada 2. pehotne divizije je bila prva enota, ki je uporabila Stryker vozila v boju in sicer med novembrom 2003 in novembrom 2004.
3. brigado je nato zamenjala 1. brigada 25. pehotne divizije, ki je bila v Iraku med oktobrom 2004 in oktobrom 2005. Brigada je sodelovala v bitki za Mosul in je bila za svoje zasluge odlikovana s Valorous Unit Award.
172. Stryker brigadna bojna skupina je prispeval v Irak avgusta 2005 in tu ostala do konca leta 2006. Potem, ko se je bojna skupina vrnila iz Iraka, so jo preimenovali v 1. brigado 25. pehotne divizije.
3. brigada 2. pehotne divizije se je v Irak vrnila pozno spomladi leta 2006.
1. brigada 25. pehotne divizije je bila nastanjena v Vilsecku (Nemčija), ko je bila preimenovana v 2. Stryker konjeniški polk; istočasno je bil dotedanji 2. konjeniški polk preoblikovan v 4. brigado 2. pehotne divizije. Maja 2007 so to brigado poslali v Irak; to je bila enota, ki je kot prva uporabila različico Stryker Mobile Gun System v boju. Istočasno je 4. bataljon 9. pehotnega polka prvič uporabil Land Warriorja. 
Avgusta 2007 se je 2. Stryker konjeniški polk vrnil v Bagdad za 15-mesečno turo dolžnosti, pri čemer je zamenjal 3. brigado 2. pehotne divizije.

## Različice
Strykerjeva modularna zasnova omogoča veliko paleto različic. Glavni različici sta: Infantry Carrier Vehicle (ICV; oklepni transporter) in Mobile Gun System (MGS; sistem mobilnega topa). MGS ima težjo lupino, ki lahko vzdrži pritisk 105 mm žlebljenega topa M68A1;  to je lažja oblika topa, ki je bil izvirno nameščen na tankih M60 Patton in M1 Abrams. M68A1E4 ima tudi blokado odsuna in je samopolnilni.
Obstajajo oz. so načrtovane naslednje različice:
- M1126 Infantry Carrier Vehicle (ICV): oklepni transporter za 9 vojakov
- M1127 Reconnaissance Vehicle (RV): oklepno izvidniško vozilo
- M1128 Mobile Gun System (MGS): nosilec orožja
- M1129 Mortar Carrier (MC): nosilec minometa
- M1130 Command Vehicle (CV): poveljniško vozilo
- M1131 Fire Support Vehicle (FSV): ognjeno podporno vozilo
- M1132 Engineer Support Vehicle (ESV): inženirsko podporno vozilo
- M1133 Medical Evacuation Vehicle (MEV): medicinsko evakuacijsko vozilo
- M1134 Anti-Tank Guided Missile (ATGM): protioklepno vozilo
- M1135 Nuclear, Biological, Chemical Reconnaissance Vehicle (NBC RV): RKBO vozilo
- MXXXX Self-propelled 105mm (SPH): samovozna havbica[8].

## Uporabniki
Trenutni edini uporabnik je Kopenska vojska ZDA, ki je opremila sedem brigadnih bojnih skupin s temi vozili: 
- 3. brigada 2. pehotne divizije: prva ustanovljena Stryker brigada (SBCT 1);
- 1. brigada 25. pehotne divizije; druga ustanovljena Stryker brigada, preimenovana v 2. Stryker konjeniški polk (SBCT 2);
- 4. brigada 2. pehotne divizije: četrta ustanovljena Stryker brigada (SBCT 4);
- 5. brigada 2. pehotne divizije: zadnje ustanovljena Stryker brigada, leta 2007 preimenovana v 2. brigado 2. pehotne divizije[9];
- 172. pehotna brigada: tretja ustanovljena Stryker brigada; preimenovana v 1. brigado 25. pehotne divizije (SBCT 3)
- 56. Stryker brigada 28. pehotne divizije: šesta ustanovljena Stryker brigada (SBCT 6); edina enota Kopenske nacionalne garde ZDA s Stryker vozili;
- 2. brigada 25. pehotne divizije: peta ustanovljena Stryker brigada  (SBCT 5).
- 81. brigada, 7. pehotna divizija: Stryker brigada Narodne garde v zvezni državi Washington

Kanada je leta 2003 načrtovala nakup 66 vozil različice MGS, ki naj bi prispeli leta 2010. Toda leta 2006 je Kanadska kopenska vojska prosila vlado, da odpove nakup. 66 vozil bi uporabili v enotah neposredne podpore, s čimer bi zamenjali tanke Leopars I. Potem, ko se je Kanada odločila podariti tanke Leopard I Afganistanu in s politično spremembo v vladi, so se odločili za nakup rabljenih nizozemskih tankov Leopard 2.

## Namen
Družina Stryker je namenjana, da zapolni praznino med lahko- in težkooklepljenimi vozili in s tem bi ustvarili silo, ki bi lahko premaknila pehoto na bojišče hitro in relativno varno. Brigade, ki so jih preimenovali v Stryker brigadne bojne skupine, so bile predhodno opremljene z lahko oklepljenimi vozili in neoklepljenimi HMMWV. Z novimi vozili Stryker so enote pridobili tudi večjo ognjeno moč.
Zaradi svoje oborožitve Stryker sam ne more napasti oz. se braniti pred težkooklepljenimi vozili, zato rabi podporo tankov oz. drugih težkih oklepnih vozil. Poskusi v Fort Irwinu, ki jih je izvedla 3. brigada 2. pehotne divizije, pa so pokazali, če Stryker nosi vojake, oborožene s protioklepnim orožjem, se lahko obrani. Slaba stran te taktike pa je, da bi bila pehota izpostavljena sovražnikovemu ognju in lahko utrpela visoke izgube. 
Stryker brigade imajo vlogo strateških mobilnih enot, saj so zmožne hitre prestavitve na večjih razdaljah s pomočjo strateških transportnih letal. Zaradi tega so bila vozila namensko zgrajena z lažjim oklepom, da so zmanjšali celotno težo vozila, s tem pa so pridobili logistično bolj prijazna vozila.

## Kritike
Od uvedbe vozil so Strykerji postali predmet številnih kritik; nekatere temeljijo na dolgoletnih prepirih, ali se naj uporablja gosenična ali pa kolesna vozila; medtem ko drugi temeljijo predvsem glede sposobnosti vozil.
Veliko kritik pa temelji na dejstvu, da Stryker ni pehotno bojno vozilo (kot M2 Bradley); tako nima težkega oklepa in ker je kolesno vozilo, ni zmožno vseterenske vožnje kot Bradley. Kopenska vojska ZDA zavrača te primerjave kot neustrezne, saj so Strykerji primarno namenjeni za navadne pehotne enote, ki so bili do uvedbe opremljeni z neoklepljenimi tovornjaki in lahkooklepljenimi HMMWV; tako Strykerji predstavljajo nadgradnjo neoklepnih vozil.
Dokumentirana pričevanja častnikov in vojakov, ki so uporabljali Stryker, so se strinjali, da so le-ta vozila neprimerno boljša kot oklepljeni Humveeji.
Teža vozila in s tem povezan zračni transport se je pokazala tudi primer, predvsem sposobnost transporta Strykerja s pomočjo C-130.
Ker ima Stryker višje ležeči center gravitacije, je v večji nevarnosti, da se prevrne. Ta lastnost je bila namensko storjena, saj so s tem pridobili boljšo odpornost vozila na protioklepne mine in na improvizirana eksplozivna sredstva; problem predvsem leži v kupoli vozila.
Vojaška poročila označujejo, da ima Stryker večjo možnost preživetja napada z improviziranimi eksplozivnimi napravami (vključno s Abramsi, Bradleyji in Humveeji). Neki ameriški polkovnik je dejal, da so Strykerji rešili več kot 100 vojakov, ki so delovali v severnem Iraku.

## Prihodnost
Trenutno je Stryker v raziskovalni in razvojni fazi, katere cilj je vozilo opremiti s sistemom samostojne navigacije. TARDEC je tudi testiral aktivno magnetno reologično podvozje, ki ga je razvilo MillenWorks in s čimer je vozilo pridobilo na večji stabilnosti.